# Mézières-en-Vexin
Mézières-en-Vexin és un municipi francès situat al departament de l'Eure i a la regió de Normandia. L'any 2007 tenia 640 habitants.

## Demografia

### Població
El 2007 la població de fet de Mézières-en-Vexin era de 640 persones. Hi havia 230 famílies de les quals 36 eren unipersonals (16 homes vivint sols i 20 dones vivint soles), 79 parelles sense fills, 103 parelles amb fills i 12 famílies monoparentals amb fills.
La població ha evolucionat segons el següent gràfic:
Habitants censats

### Habitatges
El 2007 hi havia 270 habitatges, 236 eren l'habitatge principal de la família, 22 eren segones residències i 12 estaven desocupats. Tots els 270 habitatges eren cases. Dels 236 habitatges principals, 213 estaven ocupats pels seus propietaris, 19 estaven llogats i ocupats pels llogaters i 4 estaven cedits a títol gratuït; 5 tenien dues cambres, 21 en tenien tres, 65 en tenien quatre i 146 en tenien cinc o més. 186 habitatges disposaven pel capbaix d'una plaça de pàrquing. A 77 habitatges hi havia un automòbil i a 146 n'hi havia dos o més.

### Piràmide de població
La piràmide de població per edats i sexe el 2009 era:
| Homes | Edats   | Dones |
| ----- | ------- | ----- |
| 0     | 95 o +  | 0     |
| 0     | 90 a 94 | 0     |
| 0     | 85 a 89 | 4     |
| 0     | 80 a 84 | 4     |
| 16    | 75 a 79 | 4     |
| 8     | 70 a 74 | 8     |
| 8     | 65 a 69 | 16    |
| 8     | 60 a 64 | 8     |
| 4     | 55 a 59 | 12    |
| 36    | 50 a 54 | 24    |
| 40    | 45 a 49 | 20    |
| 32    | 40 a 44 | 24    |
| 24    | 35 a 39 | 20    |
| 12    | 30 a 34 | 24    |
| 16    | 25 a 29 | 12    |
| 28    | 20 a 24 | 8     |
| 24    | 15 a 19 | 28    |
| 8     | 10 a 14 | 16    |
| 24    | 5 a 9   | 12    |
| 16    | 0 a 4   | 4     |

## Economia
El 2007 la població en edat de treballar era de 453 persones, 342 eren actives i 111 eren inactives. De les 342 persones actives 323 estaven ocupades (173 homes i 150 dones) i 19 estaven aturades (8 homes i 11 dones). De les 111 persones inactives 50 estaven jubilades, 32 estaven estudiant i 29 estaven classificades com a «altres inactius».

### Ingressos
El 2009 a Mézières-en-Vexin hi havia 237 unitats fiscals que integraven 654 persones, la mediana anual d'ingressos fiscals per persona era de 21.068 €.

### Activitats econòmiques
Dels 8 establiments que hi havia el 2007, 1 era d'una empresa de fabricació d'altres productes industrials, 2 d'empreses de construcció, 3 d'empreses de comerç i reparació d'automòbils i 2 d'empreses de serveis.
Dels 2 establiments de servei als particulars que hi havia el 2009, 1 era una fusteria i 1 lampisteria.
L'any 2000 a Mézières-en-Vexin hi havia 8 explotacions agrícoles que ocupaven un total de 635 hectàrees.

## Equipaments sanitaris i escolars
El 2009 hi havia una escola elemental.

## Poblacions més properes
El següent diagrama mostra les poblacions més properes.